# Гільда Соліс
Гільда Лусія Соліс (англ. Hilda Lucia Solis, нар. 20 жовтня 1957, Лос-Анджелес, Каліфорнія) — американська політична діячка-демократка, екологічна активістка. 25-й Міністр праці США (2009—2013). Член Палати представників від 31-го та 32-го округу Каліфорнії (2001—2009).